# Fiebre (canción de Ricky Martin)
Fiebre es una canción del cantante Ricky Martin con la colaboración del dúo de Reguetón Wisin y Yandel. La canción fue lanzada como descarga digital el 23 de febrero de 2018.

## Vídeo musical
El vídeo musical de «Fiebre» se grabó en enero del 2018, durante 2 días en Puerto Vallarta, México y estuvo bajo la dirección y producción de Carlos Pérez, quien ya ha trabajado con Ricky Martin en vídeos musicales como «Tal vez», «Jaleo» y «Lo mejor de mi vida eres tú».

## Versiones oficiales
- «Fiebre» Álbum Version (3:14)
- «Fiebre» con Wisin y Yandel (3:50)

## Posicionamiento en listas
| Listas (2018)                    | Mejor posición |
| -------------------------------- | -------------- |
| Argentina (Argentina Hot 100)    | 85             |
| Argentina (Monitor Latino)       | 1              |
| Bolivia (Monitor Latino)         | 11             |
| Chile (Monitor Latino)           | 7              |
| Colombia (National-Report)       | 62             |
| Costa Rica (Monitor Latino)      | 2              |
| Ecuador (National-Report)        | 1              |
| El Salvador (Monitor Latino)     | 15             |
| España (PROMUSICAE)              | 24             |
| Estados Unidos (Hot Latin Songs) | 17             |
| Estados Unidos (Latin Airplay)   | 1              |
| Estados Unidos (Latin Pop Songs) | 3              |
| Hungría (Single Top 40)          | 9              |
| Guatemala (Monitor Latino)       | 5              |
| México (Monitor Latino)          | 9              |
| México Airplay (Billboard)       | 6              |
| Panamá (Monitor Latino)          | 10             |
| Suiza (Schweizer Hitparade)      | 69             |
| Uruguay (Monitor Latino)         | 2              |
| Venezuela (National-Report)      | 24             |

| Listas (2018)                    | Mejor posición |
| -------------------------------- | -------------- |
| Argentina (Monitor Latino)       | 8              |
| Bolivia (Monitor Latino)         | 32             |
| Chile (Monitor Latino)           | 36             |
| Costa Rica (Monitor Latino)      | 20             |
| El Salvador (Monitor Latino)     | 75             |
| Estados Unidos (Hot Latin Songs) | 57             |
| Estados Unidos (Latin Airplay)   | 16             |
| Estados Unidos (Latin Pop Songs) | 12             |
| Guatemala (Monitor Latino)       | 51             |
| México (Monitor Latino)          | 78             |
| Panamá (Monitor Latino)          | 53             |
| Uruguay (Monitor Latino)         | 6              |

## Certificaciones
| País           | Organismo certificador | Certificación   | Ventas certificadas | Ref    |
| -------------- | ---------------------- | --------------- | ------------------- | ------ |
| España         | PROMUSICAE             | Oro             | 20 000              | [ 34 ] |
| Estados Unidos | RIAA                   | Platino (latín) | 60 000              | [ 35 ] |
| México         | AMPROFON               | Platino         | 60 000              | [ 36 ] |